# تأثير الحرب على الأطفال

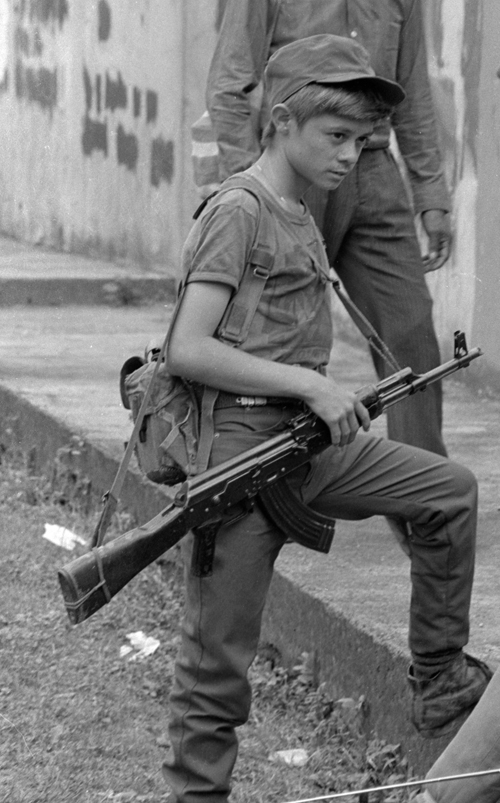

يبلغ عدد الأطفال في مناطق النزاع المسلح نحو 250 مليون طفل. يواجه هؤلاء الأطفال الأذى الجسدي والعقلي نتيجة تجارب الحرب.
يُعرف «النزاع المسلح» بطريقتين وفقًا للقانون الدولي الإنساني: «1) النزاعات المسلحة الدولية، دولتين متعارضتين أو أكثر، 2) النزاعات المسلحة غير الدولية، بين القوات الحكومية والجماعات المسلحة غير الحكومية، أو بين هذه الجماعات فقط».
قد يعمل الأطفال في مناطق الحرب كجناة، ويصبحون جنودًا أطفالًا. تشير التقديرات إلى أن هناك حوالي 300 ألف جندي طفل في جميع أنحاء العالم و40% منهم من الفتيات. الأطفال هم أيضًا ضحايا النزاعات المسلحة. ويجبرون على إخلاء مساكنهم والعمل كجنود أطفال، ويعانون من الأمراض المنقولة جنسيًا ويحرمون من فرص التعليم.

## خلفية
يمكن أن يعود وجود الأطفال في الحرب إلى العصور الوسطى والحروب النابليونية. قاتل الأطفال في الحرب الأهلية الأمريكية، وساهموا بشكل كبير في معركة نيو ماركت التي جرت في ولاية فرجينيا (15 مايو 1864). قاتل الأطفال أيضًا في الحرب العالمية الثانية، وخدموا بشكل خاص بصفتهم «شباب هتلر».  ومع ذلك، يتزايد في هذه الأيام عدد الأطفال الضحايا مع ازدياد نسبة الضحايا المدنيين. في القرنين الثامن عشر والتاسع عشر ومطلع القرن العشرين، كان نحو نصف ضحايا الحرب من المدنيين بعد أن كانت النسبة 90% بحلول نهاية الثمانينات. يشكل الأطفال جزءًا كبيرًا من السكان المتأثرين بالحروب، وتظهر بيانات من جمعية علم النفس الأمريكية أن 50% من نسبة 95% من المدنيين الذين قتلوا في السنوات الأخيرة بسبب النزاعات المسلحة الحديثة، كانوا أطفالًا.
وفقًا لمنظمة الأمم المتحدة للطفولة (اليونيسف)، بلغ العدد التقديري للضحايا من الأطفال خلال العقد الماضي: «مليوني قتيل، 4 - 5 ملايين معاق، 12 مليون طفل بلا مأوى، أكثر من مليون يتيم أو منفصل عن والديه، ونحو 10 ملايين شخص منهم مصابون بصدمات نفسية». حاليًا، هناك أكثر من مليوني طفل لاجئ فروا من سوريا وأكثر من 870 ألف لاجئ من الصومال. يقتل من بين 100 ألف شخص في سوريا، ما لا يقل عن 10 آلاف طفل.

## عوامل الخطر المحتملة للحرب على الأطفال

### التعرض المباشر للعنف

#### الموت والإصابة
يُقتل الأطفال أثناء النزاعات من خلال التعرض المباشر للعنف مثل القصف والمعارك. في عام 2017 وحده، كان هناك 1210 هجومًا إرهابيًا في جميع أنحاء العالم، حصل معظمها في منطقة الشرق الأوسط وكانت نتيجتها 8074 حالة وفاة. حصلت تسعة حوادث إرهابية مع أكثر من مئة حالة وفاة في مناطق الصراع. في ظل رئاسة دونالد ترامب، كانت الخسائر البشرية في صفوف القوات المسلحة الأمريكية الأكثر ارتفاعًا على الإطلاق في سوريا والعراق. بالإضافة إلى ذلك، يُعتبر الأطفال أكثر عرضةً للإصابة بواسطة الألغام الأرضية. 20% من ضحايا الألغام الأرضية هم أطفال في البلدان الموبوءة بالألغام. وذلك لأنه غالبًا ما يثير المظهر الملون للألغام الأرضية والمتفجرات اهتمامهم. قد يفقد الأطفال بصرهم أو سمعهم بسبب ذلك؛ وقد تُفقد بعض أعضاء الجسم كذلك؛ أو قد يعانون من الصدمة. قُتل أو أصيب ما لا يقل عن 8605 شخصًا بسبب الألغام الأرضية في عام 2016 وكان هناك6967 ضحية في عام 2015؛ كان معظمهم من المدنيين و42% من الضحايا المدنيين كانوا أطفالًا، وبلغ عدد الأطفال الضحايا 1544 ضحية على الأقل في عام 2016.

#### العنف الجنسي
تُعرِّف الأمم المتحدة مصطلح «العنف الجنسي المرتبط بالنزاع» على أنه «اغتصاب، واستعباد جنسي، وبغاء قسري، وحمل قسري، وإجهاض قسري، وتعقيم قسري، وزواج قسري، وأي شكل آخر من أشكال العنف الجنسي ذو الخطورة المماثلة المرتكبة ضد النساء والرجال، والفتيات أو الفتيان المرتبطين بشكل مباشر أو غير مباشر بالصراع». اغتُصبت أكثر من 20 ألف فتاة وامرأة مسلمة في البوسنة منذ عام 1992. وتبين وجود حالات كثيرة في رواندا إذ تعرضت كل فتاة مراهقة ناجية من المعارك للاغتصاب. يتسبب العنف الجنسي أيضًأ في انتشار الأمراض المنقولة جنسيًا -مثل فيروس نقص المناعة البشرية/ الإيدز-، أحد العوامل المسببة لذلك هو الانخراط مع القوات العسكرية لأنهم يعتدون على الفتيات والنساء ويستغلونهنّ جنسيًا أثناء النزاعات. إضافة إلى ذلك، يميل فيروس نقص المناعة البشرية/ الإيدز إلى الانتشار السريع على اعتبار أن الأمهات المصابات بفيروس نقص المناعة البشرية يلدن أطفالًا مصابين بفيروس نقص المناعة البشرية بدون عقاقير مضادة للفيروسات الرجعية.

### الاحتياجات الأساسية غير الملبّاة أثناء الحرب
تعيق الحرب توفير متطلبات الأطفال وعائلاتهم مثل الغذاء والماء والمأوى والخدمات الصحية والتعليم. قد يؤدي عدم الوصول إلى هذه المتطلبات الأساسية إلى حرمان الأطفال من نموهم البدني والاجتماعي والعاطفي والنفسي. في حالة جنوب السودان، تسببت النزاعات العنيفة المستمرة إلى جانب الصدمات المناخية في إلحاق ضرر كبير بالاقتصاد القائم على الزراعة؛ ونتيجةً لذلك يعاني أكثر من 1.1 مليون طفل من نقص حاد في الغذاء. يعاني أكثر من 2.5 مليون طفل من سوء التغذية الحاد الوخيم في بعض البلدان من جميع أنحاء أفريقيا والشرق الأوسط. قد تلعب العقوبات الاقتصادية -مثل القيود التجارية المفروضة على المجتمع الدولي والمنظمات الدولية- دورًا في المصاعب الاقتصادية الخطيرة وتدهور البنية التحتية في مناطق النزاع المسلح. هذا ما يجعل بقاء الأطفال على قيد الحياة أمرًا صعبًا للغاية لأنهم عادةً ما يعيشون في أدنى مستوى للحالة الاجتماعية والاقتصادية. اعتبارًا من عام 2001، تُوقع وفاة حوالي نصف مليون طفل عراقي بسبب نظام العقوبات.
يمكن أن يؤثر سلوك الأبوة الضار أيضًا على نمو الطفل. في سياق الحرب، إذ لا تستطيع الأسر والمجتمعات توفير بيئة مواتية لنمو الأطفال. أوضح مايك فيسيلز -بروفيسور علم النفس بكلية راندولف ماكون، ذو الخبرة الواسعة في مناطق الحرب- أنه «عندما يتأثر الآباء عاطفيًا بالحرب، فإن ذلك يغير من قدرتهم على رعاية أطفالهم بشكل صحيح. وتشدّد الحرب على زيادة العنف الأسري، وخلق نمط يُورث بعد ذلك عندما يصبح الأطفال آباءً».  تزيد ندرة الموارد من العبء المعرفي مما يؤثر على مدى الانتباه، والقدرة الإدراكية، والرقابة التنفيذية التي تعد قدرات حرجة للإدراك وحل المشكلات. يمكن أن تؤدي القدرات العقلية والعاطفية المنخفضة الناتجة عن التوتر الناجم عن الحرب إلى تدهور قدرات الأبوة وتغيير السلوكيات تجاه الأطفال بشكل سلبي.
ينتج مع تدمير المدارس أثناء الحروب اضطراب في التعليم (توقف للدراسة) أيضًأ. تتعرض الموارد البشرية والمالية للخطر أثناء الأزمة. أفادت الأمم المتحدة بحرمان أكثر من 13 مليون طفل من فرص التعليم وتدمير أكثر من 85050 مدرسة بسبب النزاعات المسلحة في الشرق الأوسط. وفقًا لتقرير اليونيسف، انقطع 1.8 مليون طفل عن الدراسة في عام 2015 في اليمن. لم يتمكن نحو نصف مليون طفل في قطاع غزة من الذهاب إلى المدرسة بسبب الأضرار التي لحقت بالمدارس بين عامي 2014-2015. لا يستطيع أكثر من ثلاثة ملايين طفل الذهاب إلى المدرسة بسبب النزاعات في السودان. دمر نحو 45% من المدارس الابتدائية خلال النزاع في موزمبيق. يزيد الخوف والاضطراب من صعوبة التركيز على التعليم عند كل من الأطفال والمعلمين. يولد هذا الأمر فجوة تعليمية، إذ يحرم الأطفال من التعليم الأساسي، وبناء المهارات الاجتماعية والعاطفية، وبالتالي يعجزون عن إعادة الاندماج في المجتمع. إضافةً إلى ذلك، يمكن أيضًا تهديد المساواة بين الجنسين مع استثناء توقف الدراسة للفتيات عمومًا في مناطق النزاع المسلح.